# Liste von RiC-Sendungen

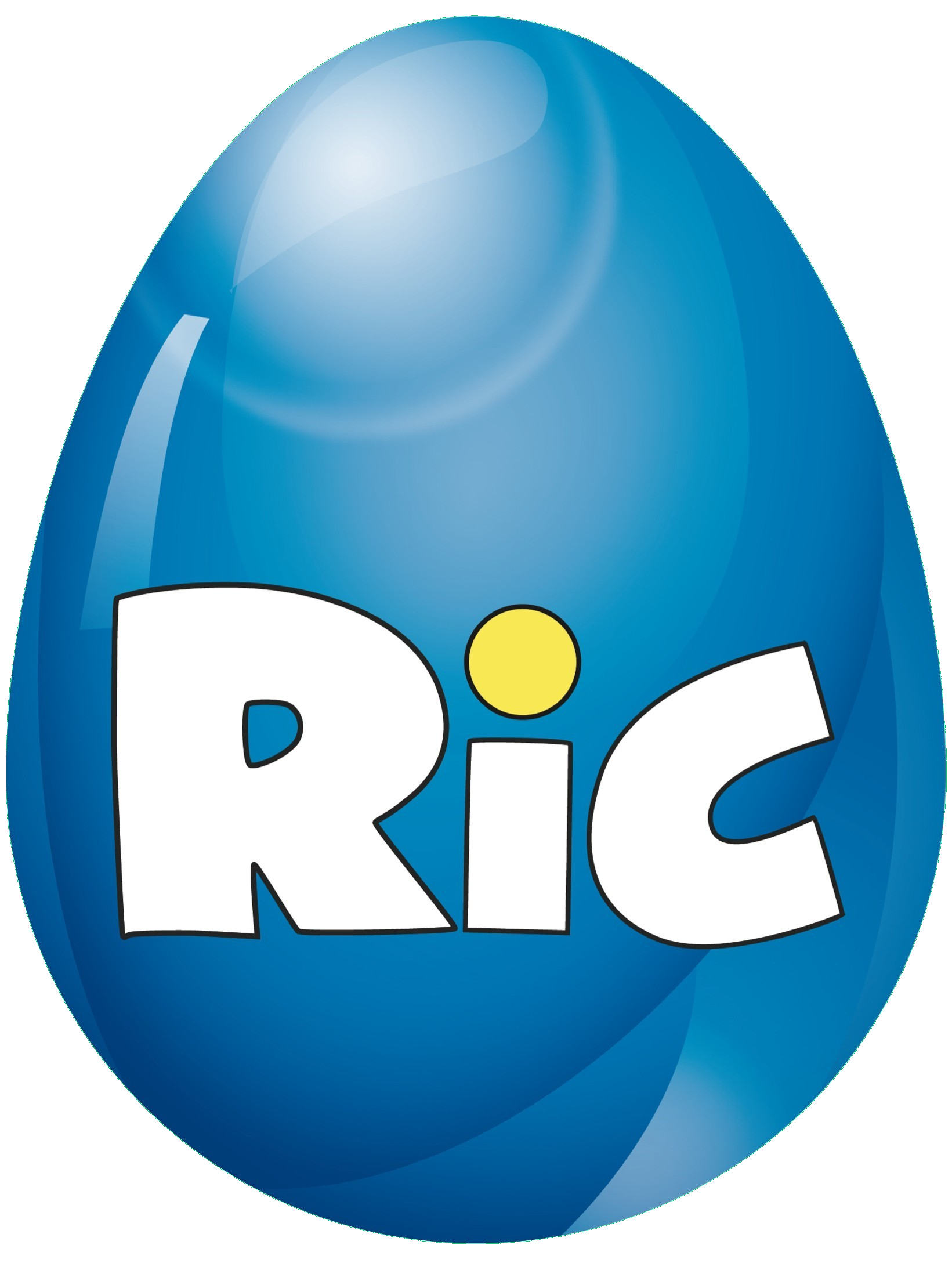
Logo des Senders RiC

Die Liste von RiC-Sendungen ist eine unvollständige Zusammenstellung von derzeitigen und ehemaligen Formaten des Fernsehsenders RiC.

## Derzeit ausgestrahlte Sendungen nach Produktionsland
(Sender der Erstausstrahlung der Sendung, falls diese nicht auf RiC erfolgte)

### Australien
- Jack London: Abenteuer Südsee (Super RTL)

### Belgien
- Die Abenteuer der Prudence Petitpas (Super RTL)

### China
- Marvin, das steppende Pferd (Super RTL)
- Rescue Heroes (Super RTL)

### Dänemark
- Hugo, das Dschungeltier (Super RTL)

### Deutschland
- Das Geheimnis der weißen Hirsche (ZDF)
- Die magischen Zahnfeen (YFE TV)
- Tikki Turtles Insel (Super RTL)

### Frankreich
- Die Abenteuer der Prudence Petitpas (Super RTL)
- Jack London: Abenteuer Südsee (Super RTL)
- Papyrus (Super RTL)
- SOS Team International (Der Kinderkanal)

### Großbritannien
- Bob and Margaret (Sat.1)
- Jim Henson’s Dog City (ZDF)
- Riesenärger mit Ralf (Super RTL)

### Kanada
- Bob and Margaret (Sat.1)
- Donkey Kongs Abenteuer (Super RTL)
- Geschichten aus der Gruft (RTL)
- Hardy Boys (Super RTL)
- Jim Henson’s Dog City (ZDF)
- Marvin, das steppende Pferd (Super RTL)
- Papyrus (Super RTL)
- Rescue Heroes (Super RTL)
- Riesenärger mit Ralf (Super RTL)
- Tikki Turtles Insel (Super RTL)

### Tschechoslowakei
- Das Geheimnis der weißen Hirsche (ZDF)

### Vereinigte Staaten
- Bob and Margaret (Sat.1)
- George Shrinks (Super RTL)
- Pocket Dragon Abenteuer (Super RTL)
- Jim Henson’s Dog City (ZDF)

## Ehemals ausgestrahlte Sendungen nach Produktionsland
(Sender der Erstausstrahlung der Sendung, falls diese nicht auf RiC erfolgte)

### Deutschland
- Die Robinsons – Aufbruch ins Ungewisse (Super RTL)

### Frankreich
- Mot (Nickelodeon)

### Kanada
- Birdz – Echt komische Vögel (Der Kinderkanal)
- Die Ritter der Schwafelrunde (Nickelodeon)
- Die Robinsons – Aufbruch ins Ungewisse (Super RTL)
- Generation O! (Super RTL)

### Luxemburg
- Einsatz für Elliot Maus (Super RTL)

### Spanien
- Einsatz für Elliot Maus (Super RTL)

### Vereinigte Staaten
- U.B.O.S. (KI.KA)